# Tetris (película)
Tetris es una película dramática biográfica dirigida por Jon S. Baird y escrita por Noah Pink, basada en el videojuego del mismo nombre de 1980 creado por Alexey Pajitnov La película está protagonizada por Taron Egerton y Toby Jones.
Tetris tuvo su estreno mundial en el Festival de Cine SXSW en marzo de 2023, y fue estrenada oficialmente el 31 de marzo de 2023 por la plataforma digital Apple TV+.

## Premisa
La verdadera historia de la batalla legal de alto riesgo para asegurar los derechos de propiedad intelectual de Tetris.

## Elenco
- Taron Egerton como Henk Rogers
- Toby Jones como Robert Stein
- Nikita Yefremov como Alexey Pajitnov
- Roger Allam como Robert Maxwell
- Anthony Boyle como Kevin Maxwell
- Togo Igawa como Hiroshi Yamauchi
- Ken Yamamura como Minoru Arakawa
- Ben Miles como Howard Lincoln
- Matthew Marsh como Mijaíl Gorbachov
- Rick Yune como Eddie

## Producción
En julio de 2020, se informó que se estaba realizando una película biográfica sobre la creación de Tetris, que profundizará en las batallas legales que tuvieron lugar durante la Guerra Fría por la propiedad del juego, con Jon S. Baird como director y Taron Egerton como actor. interpreta al editor de juegos Henk Rogers, Egerton confirmó este informe en una entrevista de agosto, explicando que la película reflejaría un tono similar a The Social Network, En noviembre, Apple TV+ adquirió la película.
El rodaje comenzó en Glasgow en diciembre de 2020, incluido el aeropuerto de Glasgow Prestwick en la costa de Ayrshire, En febrero de 2021, el rodaje tuvo lugar en Aberdeen en lugares como el edificio de zoología de la Universidad de Aberdeen, que se utilizó como sede de la empresa soviética Elorg, Luego, la producción regresó a Glasgow durante unos días, antes de terminar a principios de marzo de 2021. Los nuevos rodajes se llevaron a cabo en 2022 y el estreno de la película estaba previsto para finales de año.

## Lanzamiento
La película fue estrenada en el Festival de Cine SXSW, que tuvo lugar del 10 al 19 de marzo de 2023. Posteriormente se estrenó en la plataforma de Streaming, Apple TV+ el 31 de marzo de 2023.

## Artículos relacionados
- Historia de Tetris en Wikipedia
- Tetris: The Games People Play: novela gráfica de 2016 sobre el mismo tema